# Castello di San Pio delle Camere
O Castello di San Pio delle Camere (Castelo de San Pio delle Camere) localiza-se na cidade de San Pio delle Camere, província de L'Aquila, na região de Abruzos (Itália).